# Fritz Erpenbeck
Fritz Erpenbeck (Magonza, 6 aprile 1897 – Berlino, 7 gennaio 1975) è stato uno scrittore e attore tedesco e militante comunista.

## Biografia

### Gioventù ed esilio

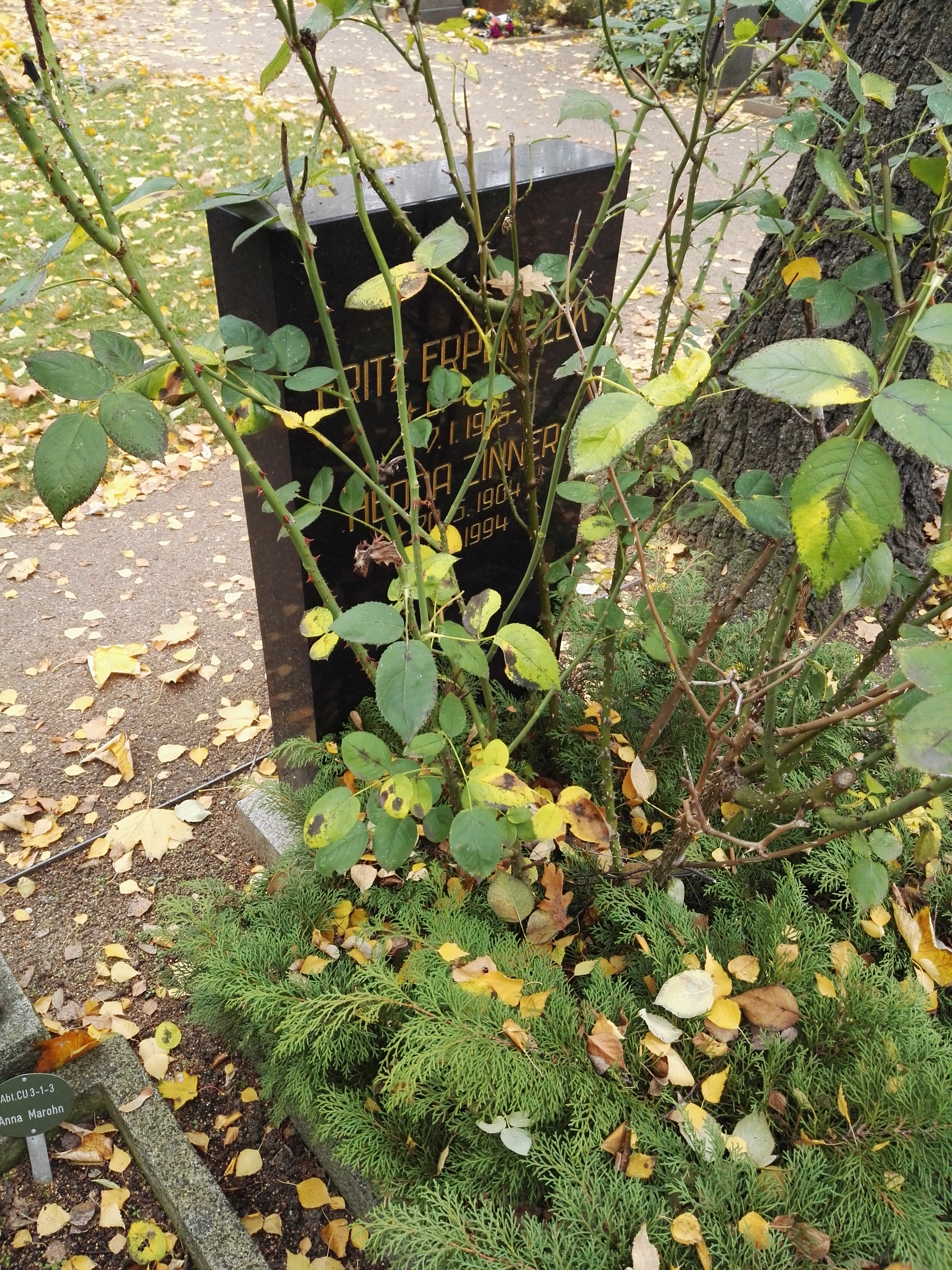
Tomba di Fritz Erpenbeck nel Cimitero di Dorotheenstadt a Berlino

Fritz Erpenbeck ha lavorato negli anni 1920 per i giornali comunisti come Die Rote Fahne. Nel 1933, con l'avvento al potere dei nazisti, fuggì in Cecoslovacchia con sua moglie. Scrive nelle riviste sull'esilio di Neue deutsche Blätter, Arbeiter Illustrierte Zeitung, Weltbühne. Nel 1935, la coppia è in Unione Sovietica a Mosca. Erpenbeck pubblica numerose novelle e romanzi in case editrici sovietiche in tedesco.

### Germania Est
Erpenbeck tornò in Germania nel 1945. Era un membro del gruppo Ulbricht incaricato dai sovietici di installare una nuova amministrazione nella Germania occupata.

### Famiglia
Fritz Erpenbeck è sposato con Hedda Zinner. Il loro figlio, lo scienziato John Erpenbeck, è nato nel 1942. La figlia di quest'ultimo, Jenny Erpenbeck, nata nel 1967, è una scrittrice.

## Opere
- Aber ich wollte nicht feige sein, racconto, 1932
- Musketier Peters, racconto, 1936
- Emigranten, romanzo, Mosca 1937
- Heimkehr, novella, 1939
- Deutsche Schicksale, racconti, 1939
- Kleines Mädel im großen Krieg, racconto, 1940
- Gründer, romanzo, Mosca 1941 (= vol. I)
- Gründer, romanzo (vol. I e II), Berlino 1945 e 1949
- Lebendiges Theater, saggi e critiche, 1949
- Wilhelm Pieck. Ein Lebensbild, 1951
- M. Linzer (Hrsg.) Aus dem Theaterleben. Aufsätze und Kritiken, 1959
- Künstlerpension Boulanka, giallo, Gelbe Reihe 1964
- Vorhang auf!, aneddoti e storie, 1965
- Tödliche Bilanz, giallo, 1965
- Aus dem Hinterhalt, giallo, 1967
- Nadel im Heu, giallo, 1968
- Der Fall Fatima, giallo, 1969

## Filmografia (selezione)

### Attore
- Kuhle Wampe oder: Wem gehört die Welt?, (1932)

### Sceneggiatore
- Pension Boulanka, (1964)